# Symmachia pardalia
Symmachia pardalia är en fjärilsart som beskrevs av Hans Ferdinand Emil Julius Stichel 1924. Symmachia pardalia ingår i släktet Symmachia och familjen Riodinidae. Inga underarter finns listade i Catalogue of Life.